# 卵叶獐牙菜
卵叶獐牙菜（学名：Swertia wilfordii）为龙胆科獐牙菜属下的一个种。

## 扩展阅读
維基物種上的相關：卵叶獐牙菜